# Pericoma viperina
Pericoma viperina és una espècie d'insecte dípter pertanyent a la família dels psicòdids que es troba a Europa: França.